# Beatrice Afflerbach
Beatrice «Bea» Afflerbach-Hefti (* 14. Juni 1920 in Basel, Schweiz; † 3. März 2003 in Binningen) war eine Schweizer Grafikdesignerin.

## Leben
Beatrice Afflerbach-Hefti studierte an der Kunstgewerbeschule Basel unter anderen bei Walter Bodmer, Theo Eble und Julia Ris und schloss 1941 als erste Frau mit einem Grafikerdiplom ab. Nach dem Studium gründete sie 1942 gemeinsam mit Sita Jucker und ihrem späteren Ehemann Ferdinand «Ferdi» Afflerbach ein Büro, in dem kommerziell erfolgreiche Gebrauchsgrafik entstand.
Afflerbach-Hefti engagierte sich in der Frauenrechtsbewegung. 1957 gehörte sie zu den Gründungsmitgliedern des Soroptimist International Clubs Basel, einem Club berufstätiger Frauen, der weltweit karitative Projekte unterstützt. Sie entwarf Frauenstimmrechtsplakate und beteiligte sich 1958 an der Schweizerischen Ausstellung für Frauenarbeit.
Beatrice Afflerbach-Hefti gehörte von 1972 bis 1986 zum Vorstand des Kunstvereins Binningen.
Der Nachlass des Ehepaares befindet sich in der Plakatsammlung der Schule für Gestaltung Basel.

## Werke
- Maria Aebersold: Reserfiert für Basler. Illustrationen von Beatrice Afflerbach. Pharos, Basel 1961, DNB 363268375.
- Hanni Salfinger: Das Flügelkleid. Bettinger Märchenbuch. Illustrationen von Beatrice Afflerbach. Schudel, Riehen 1972, ISBN 978-3-85895-722-1.
- Elisabeth Klein: Die Entstehung der Welt und der Gestirne. Indianische und andere Sagen. Mit einem mehrfarbigen Poster von Beatrice Afflerbach. Novalis, Schaffhausen 1976, ISBN 978-3-7214-7003-1.
- Miggeli Aebersold: S’ Honorar und anderi baseldytschi Gschichte. Illustrationen von Beatrice Afflerbach. Pharos, Basel 1977, ISBN 978-3-7230-0083-0.